# Família barrejada
Família barrejada (títol original: Mixed Company) és una pel·lícula de comèdia dramàtica estatunidenca de 1974 dirigida per Melville Shavelson i escrita per Shavelson i Mort Lachman. És protagonitzada per Barbara Harris, Joseph Bologna i Tom Bosley. Està doblada al català.

## Argument
La Kathy Morrison, mare de tres fills, vol tenir un altre fill biològic. El seu marit, en Pete, l'entrenador en cap dels Phoenix Suns, descobreix que no en pot tenir més. La Kathy pensa a adoptar un nen, en Frederic "Freddie" Wilcox, però en Pete no ho vol perquè el nen és negre. Quan cedeix, l'arribada d'en Freddie provoca un trastorn al barri dels Morrison, a la seva escola i a la seva família. La resposta de la Kathy és adoptar un altre fill, en aquest cas dos, una noia mig vietnamita traumatitzada per la guerra, Quan Tran, i un noi d'ètnia hopi, Joe Rogers. La nova extensa família ha d'aprendre ara a conviure.

## Repartiment
- Barbara Harris com Kathy Morrison
- Joseph Bologna com Pete Morrison
- Tom Bosley com Al
- Lisa Gerritsen com Liz Morrison
- Dorothy Shay com Marge Reese
- Ruth McDevitt com Miss Bergquist